# Judisk-babyloniska kriget
Det judisk-babyloniska kriget var en militär konflikt mellan kungadömet Juda och det babyloniska imperiet som pågick mellan 601 f.Kr. till 586 f.Kr.. Konflikten markerar slutet för kungadömet Juda och även slutet för den judiska självständigheten fram tills 100-talet f.Kr. I krigets slutskede brändes Jerusalems tempel ned och den babyloniska fångenskapen påbörjades. 

## Bakgrund
605 f.Kr. hade Egypten förlorat slaget vid Karkemisch mot Babylon och möjligen dess allierade. Detta gav babylonierna fritt spelrum i Mellanöstern som den nya dominerande maktfaktorn. Juda blev först ett egyptiskt vasallkungadöme men under babyloniska påtryckningar tvingades de 604 f.Kr. att bli vasaller åt det nya babyloniska riket istället. Juda förblev vasaller i tre år innan kung Jojakim av Juda beslutade sig för att sluta betala tribut till babylonierna. När de sistnämnda försökte kräva tribut av Juda valde han att förklara krig mot dem. Olyckligtvis för Juda beslutade staterna Moab, Ammon och Kaldeen sig för att gå in i kriget på Babylons sida.

## Första belägringen av Jerusalem
597 f.Kr. hade de babyloniska arméerna under kung Nebukadnessar II nått fram till Judas huvudstad Jerusalem som de belägrade. Jojakim dog under belägringen och efterträddes då av sin son Jojakin. Jerusalem intogs eller kapitulerade och Nebukadnessar tog Jojakin till fånga. Han lät sedan plundra Jerusalems tempel på alla dess skatter och tog till och med dess guldutsmyckningar från väggarna. Sedan lät han deportera 10 000 judiska ämbetsmän, officerare och arbetare samt 7,000 soldater. Han gjorde slutligen Jojakin's farbror Mattaniah till vasallkung av Juda innan han begav sig tillbaka till Babylon. Mattaniah bytte senare namn till Sidkia.

## Andra belägringen av Jerusalem
I juli 589 f.Kr. hade Sidkia byggt upp Judas armé igen och han bildade en allians med Egypten. Därefter valde han att förklara sitt rike självständig från det babyloniska imperiet. Nebukadnessars svar var hastigt och han begav sig genast in i Juda med sin armé. Jerusalem belägrades än en gång och dess befolkning började svälta. Till slut lyckades den babyloniska armén ta sig in i Jerusalem och staden erövrades under hårda strider. I kaoset lyckades Sidkia och en del av hans trupper fly från staden och de tog sig till Jeriko där de förberedde sig på en sista strid. Nebukadnessar satte efter dem och i Jeriko besegrades slutligen resterna av Judas armé. Sidkia och hans söner togs till fånga och fördes till Riblah där han tvingades bevittna avrättningen av sina barn, sedan stacks hans ögon ut och han fördes vidare till Babylon i kedjor. Där skulle han komma att spendera resten av sitt liv. 
På den 7:de ab beslutade den babyloniske befälhavaren Nebuzaradan att Jerusalems tempel skulle brännas till grunden. Han lät sedan riva ned murarna kring staden och tog en stor del av Judas befolkning till Babylon som fångar vilket var början av den babyloniska fångenskapen. 586 f.Kr. tillsatte han juden Gedalia som guvernör av Juda som fick namnet Yehudprovinsen och därmed ansågs Juda formellt upplöst. 582 f.Kr. mördades Gedalia av hovmannen Ishmael och tio andra konspiratörer. Ett mindre upplopp skedde sedan där judar som ansågs var babyloniska sympatisörer och babylonier som blivit kvar i området mördades. Då konspiratörerna fruktade en babylonisk hämndaktion flydde de efter händelsen till Egypten. 